# Kwon Sun-u
Kwon Sun-u (korejsky 권순우, * 2. prosince 1997 Sangdžu) je jihokorejský profesionální tenista. Ve své dosavadní kariéře na okruhu ATP Tour vyhrál dva turnaje ve dvouhře. Na challengerech ATP a okruhu ITF získal osm titulů ve dvouhře a dva ve čtyřhře.
Na žebříčku ATP byl ve dvouhře nejvýše klasifikován v listopadu 2021 na 52. místě a ve čtyřhře pak v prosinci 2022 na 224. místě. Trénuje ho Daniel Yoo.
V jihokorejském daviscupovém týmu debutoval v roce 2017 kimčchonským úvodním kolem 1. skupiny asijsko-oceánské zóny proti Uzbekistánu, v němž prohrál dvouhru s Denisem Istominem. Jihokorejci přesto zvítězili 3:1 na zápasy. Do roku 2025 v soutěži nastoupil k šestnácti mezistátním utkáním s bilancí 12–9 ve dvouhře a 0–1 ve čtyřhře.
Jižní Koreu reprezentoval na odložených Letních olympijských hrách 2020 v Tokiu, kde v úvodu dvouhry podlehl Američanu Francesi Tiafoeovi. 
V lednu 2025 přerušil kariéru pro povinnou 18měsíční vojenskou službu, s narukováním 13. ledna téhož roku.

## Tenisová kariéra
V rámci hlavních událostí událostí okruhu ITF debutoval v dubnu 2014, když na soulském turnaji dotovaném 10 tisíci dolary v úvodním kole podlehl krajanu Kim Hjun-Joonovi. Kvalifikaci ATP si poprvé zahrál na čínském Chengdu Open 2016. Na okruhu ATP Tour, vyjma grandslamu a Davis Cupu, pak debutoval červencovým BB&T Atlanta Open 2019, kde zvládl kvalifikační s Iljou Ivaškou a Peterem Gojowczykem. Na úvod atlantské dvouhry zdolal Inda Prajneše Gunneswarana, než skončil na raketě Brita Camerona Norrieho z šesté světové desítky. Navazující turnaj Los Cabos Open 2019 znamenal premiérový postup do čtvrtfinále přes Argentince Juana Ignacia Londera. V něm však nestačil na argentinskou světovou čtyřiadvacítku Guida Pellu. Bodový zisk jej posunul do elitní světové stovky a 5. srpna 2019 postoupil ze 112. na 97. příčku žebříčku.
Do série ATP Masters zasáhl další týden na montréalském Rogers Cupu 2019 po kvalifikačních výhrách nad Robinem Haasem a Johnem Millmanem. V kanadské dvouhře mu však čerstvou porážku oplatil Ilja Ivaška. Člena elitní světové třicítky poprvé zdolal na zářijovém Zhuhai Championships 2019, kde porazil dvacátého čtvrtého muže pořadí Lucase Pouilleho. Proti stejně postavenému hráči na žebříčku opět zvítězil během Abierto Mexicano Telcel 2020 v Acapulku, když ve druhém kole přehrál Srba Dušan Lajoviće.
Debut v hlavní soutěži nejvyšší grandslamové kategorie zaznamenal v mužském singlu Australian Open 2018 po obdržení divoké karty. V úvodním kole však nenašel recept na Němce Jana-Lennarda Struffa. První zápas na grandslamu vyhrál během US Open 2020 nad Američanem Thai-Sonem Kwiatkowským, startujícím na divokou kartu. Po čtyřsetovém průběhu pak jeho cestu soutěží ukončil sedmnáctý tenista žebříčku Denis Shapovalov. Maximum si vylepšil na French Open 2021 po úvodních výhrách nad Jihoafričanem Kevinem Andersonem a Italem Andreasem Seppim.

## Finále na okruhu ATP Tour

### Dvouhra: 2 (2–0)
| Legenda                   |
| ------------------------- |
| Grand Slam (0)            |
| Turnaj mistrů (0)         |
| ATP Tour Masters 1000 (0) |
| ATP Tour 500 (0)          |
| ATP Tour 250 (2–0)        |

| Stav  | č. | datum      | turnaj                 | kategorie | povrch    | soupeř ve finále      | výsledek           |
| ----- | -- | ---------- | ---------------------- | --------- | --------- | --------------------- | ------------------ |
| Vítěz | 1. | září 2021  | Nur-Sultan, Kazachstán | ATP 250   | tvrdý (h) | James Duckworth       | 7–6(8–6), 6–3      |
| Vítěz | 2. | leden 2023 | Adelaide, Austrálie    | ATP 250   | tvrdý     | Roberto Bautista Agut | 6–4, 3–6, 7–6(7–4) |

## Tituly na challengerech ATP a okruhu ITF
| Legenda                |
| ---------------------- |
| Challengery (3 D; 0 Č) |
| ITF (5 D; 2 Č)         |

### Dvouhra (8 titulů)
| Č. | datum         | turnaj                | povrch    | poražený finalista | výsledek |
| -- | ------------- | --------------------- | --------- | ------------------ | -------- |
| 1. | listopad 2015 | Phnompenh, Kambodža   | tvrdý     | Son Ji-hoon        | 7–5, 6–1 |
| 2. | prosinec 2015 | Phnompenh, Kambodža   | tvrdý     | Huang Liang-čchi   | 6–3, 6–3 |
| 3. | březen 2016   | Nišitókjó, Japonsko   | tvrdý     | Juja Kibi          | 6–3, 6–4 |
| 4. | červenec 2016 | Kimčchon, Jižní Korea | tvrdý     | Čo Min-hjok        | 6–4, 6–4 |
| 5. | prosinec 2016 | Hua Hin, Thajsko      | tvrdý     | Daniel Altmaier    | 6–2, 6–2 |
| 1. | březen 2019   | Jokohama, Japonsko    | tvrdý     | Oscar Otte         | 7–6, 6–3 |
| 2. | květen 2019   | Soul, Jižní Korea     | tvrdý     | Max Purcell        | 7–5, 7–5 |
| 3. | únor 2021     | Biella, Itálie        | tvrdý (h) | Lorenzo Musetti    | 6–2, 6–3 |

### Čtyřhra (2 tituly)
| Č. | datum       | turnaj              | povrch     | spoluhráč     | poražení finalisté          | výsledek               |
| -- | ----------- | ------------------- | ---------- | ------------- | --------------------------- | ---------------------- |
| 1. | září 2015   | Ansong, Jižní Korea | antuka (h) | Son Ji-hoon   | Nam Ji-sung Noh Sang-woo    | 6–7(4–7), 6–3, [13–11] |
| 2. | březen 2016 | Nišitókjó, Japonsko | tvrdý      | Čong Jun-song | Issei Okamura Kento Takeuči | 2–6, 6–2, [10–3]       |